# Tchajwanská unie solidarity
Tchajwanská unie solidarity (tradiční čínštinou 台灣團結聯盟, TSU) je středová politická strana, usilující o mezinárodní potvrzení dnešní faktické nezávislosti Tchaj-wanu. Vznikla roku 2001 a spolu s Demokratickou pokrokovou stranou působí v tzv. Panzelené koalici. Založena byla příznivci prezidenta Lee Teng-huia, který od konce osmdesátých let formoval "tchajwanskou" frakci uvnitř Kuomintangu.